# الغواصة الفرنسية سوركوف

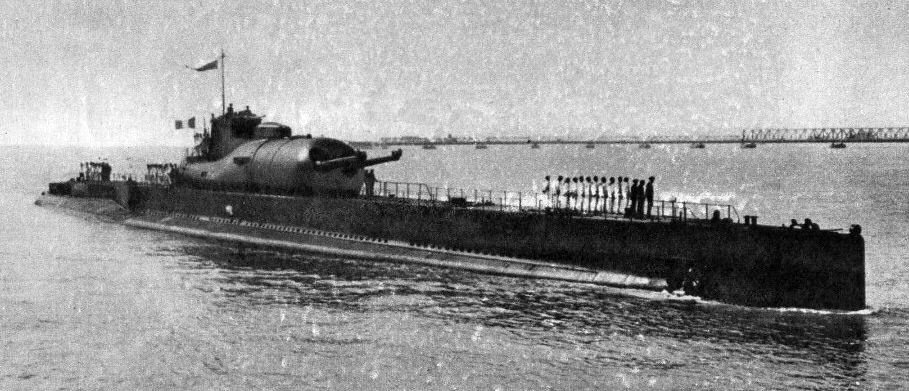

كانت سوركوف أكبر غواصة طرّاد فرنسية. عملت في كل من القوات البحرية الفرنسية والقوات البحرية الفرنسية الحرة خلال الحرب العالمية الثانية. فُقدت خلال ليلة 18-19 فبراير/شباط عام 1942 في البحر الكاريبي ربما بسبب تصادمها مع سفينة شحن أمريكية. سُميت سوركوف على اسم القرصان المفوض الفرنسي روبرت سوركوف. كانت أكبر غواصة بُنيت في ذلك الوقت حتى تجاوزتها أول غواصة يابانية من طراز آي 400 في عام 1943.

## التصميم
فرضت معاهدة واشنطن البحرية قيودًا صارمة على بناء القوات البحرية من قبل القوى البحرية الرئيسية تتعلق بحجم الإزاحة والعيار المدفعي للسفن الحربية والطرّادات. ولم تعقد أي اتفاقات تتعلق بالسفن الخفيفة مثل الفرقاطات أو المدمرات أو الغواصات. بنت فرنسا أسطول غواصات كبير (79 غواصة في عام 1939) لضمان حماية البلاد والإمبراطورية. كان من المفترض أن تكون سوركوف هي الأولى في فئة غواصات الطراد. ولكنها كانت الوحيدة المكتملة.
تمحورت المهام حول ما يلي:
- ضمان الوصول للمستعمرات الفرنسية.
- التعاون مع أسراب البحرية الفرنسية، البحث عن أساطيل العدو وتدميرها.
- مطاردة قوافل العدو.

امتلكت سوركوف برج مزدوج مزود بمدافع عيار 203 ملم (8 بوصات)، وهو نفس عيار طراد ثقيل (السبب الرئيسي في اعتبار سوركوف طراد بحري) مزودًا بـ 600 طلقة.
صممت سوركوف لتكون (طراد ثقيل تحت الماء)، هدفت إلى البحث والمشاركة في القتال السطحي. حملت الغواصة طائرة عائمة من طراز بيسون إم بي 411 لأغراض الاستطلاع في البرج. استخدمت الطائرة العائمة أيضًا بشكل رئيسي لأغراض معايرة البندقية.
زودت بـ 10 أنابيب طوربيد: أربعة أنابيب عيار 550 مم (22 بوصة)، واثنين من القاذفات الخارجية الدوارة في الخلف، يحتوي كل واحد على أنبوب طوربيد عيار 550 ملم واثنان عيار 400 ملم (16 بوصة)، مع وجود ثمانية طوربيدات عيار 550 ملم وأربعة 400 ملم. وضعت البنادق عيار 203 ملم في برج محصن أمام برج التسليح.

## مظهر سوركوف
لم تُطل سوركوف أبدًا باللون الأخضر كما هو موضح في العديد من النماذج والرسومات الموجودة حتى نهاية عام 1940. طلي القارب بنفس اللون الرمادي التي تُطلى به السفن الحربية السطحية، ثم باللون الأزرق الداكن البروسي، وبقي هذا اللون حتى نهاية عام 1940 حين أُعيد طلاء القارب بلونين من الألوان الرمادية للتمويه.
غالبًا ما رُسمت سوركوف على شكل قارب حتى عام 1932، حيث حملت علم القوات البحرية الفرنسية الحرة التي لم تنشأ حتى عام 1940.

## مهماتها

### مهماتها الأولية
وضعت معاهدة لندن البحرية قيودًا على تصميم الغواصات بعد وقت قصير من إطلاق سوركوف. سُمح لكل دولة موقعة (بما في ذلك فرنسا) امتلاك ما لا يزيد عن ثلاث غواصات كبيرة، كل منها لا يتجاوز 2800 طن إزاحة، مع مدافع لا تتجاوز عيار 6.1 بوصة (150 ملم). أعفيت سوركوف التي تجاوزت هذه الحدود بشكل خاص من القواعد بناءً على إصرار وزير البحرية جورج لييج، ولكن لم يعد من الممكن بناء غواصات كبيرة المدفع من هذه الفئة.

### الحرب العالمية الثانية
تمركزت سوركوف في تشيربورغ خلال عام 1940، ولكنها كانت تحت الصيانة في بريست بعد مهمة في جزر الأنتيل وخليج غينيا خلال شهر مايو/أيار عندما بدأ الألمان غزوهم. كانت تحت قيادة الفرقاطة الكابتن مارتن وغير قادرةٍ على الغطس بسبب وجود محرك واحد عامل ورافعة عالقة، هربت عبر القناة الإنجليزية ولجأت إلى بليموث.
نفذ البريطانيون الذين شعروا بالقلق من سيطرة سفن الكريغسمارينه الألمانية على الأسطول الفرنسي خلال الهدنة الفرنسية معركة المرسى الكبير في 3 يوليو/تموز. حاصرت قوات البحرية الملكية المرافئ التي كانت ترسو فيها السفن الحربية الفرنسية، وأصدرت إنذارًا: الانضمام مجددًا إلى القتال ضد ألمانيا، أو البقاء بعيدًا عن متناول الألمان. رفض أسطول شمال إفريقيا في المرسى الكبير والسفن المتمركزة في داكار (غرب إفريقيا) الإعلان. تعرضت السفن الحربية الفرنسية في شمال إفريقيا للهجوم، وغرقت جميع سفن أسطول البحر المتوسط باستثناء واحدة.

### القوات البحرية الفرنسية الحرة
أكمل البريطانيون تجديد سوركوف بحلول أغسطس/آب عام 1940 وسلموها إلى القوات البحرية الفرنسية الحرة لتقوم بمهمات الحراسة.
أصبح الكابتن جورج لويس بلايسون القائد الجديد وهو الضابط الوحيد الذي لم يكن من الطاقم الأصلي. وُجهت اتهامات من كلى الجانبين الفرنسي والإنجليزي بأن الطرف الآخر كان يتجسس لصالح فرنسا الفاشية بسبب التوترات الإنجليزية الفرنسية المتعلقة بالغواصة. كما ادعى البريطانيون أن سوركوف كانت تهاجم السفن البريطانية. وُضع ضابط بريطاني واثنين من البحارة على متن السفينة لأغراض الاتصال. كان الخلل الحقيقي هو أنها تطلبت طاقمًا مكونًا من 110-130 رجلًا ما يعادل ثلاثة أطقم في الغواصات التقليدية. وأدى ذلك إلى تردد البحرية الملكية في إعادة إرسالها في مهام.
أبحرت سوركوف إلى القاعدة الكندية في هاليفاكس في نوفا سكوشا ورافقت القوافل عبر المحيط الأطلسي. تعرضت في أبريل/نيسان عام 1941 للإصابة من قبل طائرة ألمانية في ديفونبورت.
توجهت سوركوف في 28 يوليو/تموز إلى حوض بناء السفن التابع للولايات المتحدة الأمريكية في بورتسموث في نيو هامبشير لمدة ثلاثة أشهر.
ذهبت سوركوف إلى نيو لندن في كونيتيكت بعد مغادرة حوض بناء السفن، ربما ليتلقى طاقمها تدريب إضافي. غادرت سوركوف نيو لندن في 27 نوفمبر/تشرين الثاني عائدةً إلى هاليفاكس.

### تحريرها سان بيير وميكلون
حملت سوركوف الضابط الفرنسي من قوات فرنسا الحرة إميل موسيلير إلى كندا في ديسمبر/كانون الأول عام 1941 نحو مدينة كيبيك. اتصل مراسل صحيفة نيويورك تايمز إيرا ولفرت بقائد سوركوف أثناء وجود موسيلير في أوتاوا واستفسر عن الشائعات التي أفادت بأنَّ الغواصة ستحرر سان بيير وميكلون من أجل قوات فرنسا الحرة. رافق ولفرت الغواصة إلى هاليفاكس، حيث انضموا يوم 20 ديسمبر/كانون الأول إلى طواقم المرافقة الفرنسية الحرة ميموسا وأكونيت وأليس، وسيطروا في 24 ديسمبر/كانون الأول على الجزر لصالح فرنسا الحرة دون مقاومة.
أبرم وزير خارجية الولايات المتحدة الأمريكية كورديل هل اتفاقية مع حكومة فيشي تضمن حيادية الممتلكات الفرنسية في النصف الغربي من الكرة الأرضية، وهدد بالاستقالة ما لم يطلب رئيس الولايات المتحدة الأمريكية فرانكلين روزفلت إصلاح الوضع الراهن. فعل روزفلت ذلك لكنه تراجع عند رفض شارل ديغول. ساعدت قصص آرا وولفرت التي أحبها الفرنسيون الأحرار بشكل كبير (لم تحمل أي دلائل على الخطف أو الإكراه) على إبعاد الرأي العام الأمريكي عن فيشي. أبطل إعلان دول المحور الحرب على الولايات المتحدة الأمريكية في ديسمبر/كانون الأول عام 1941 الاتفاقية، لكن الولايات المتحدة الأمريكية لم تقطع علاقاتها الدبلوماسية مع حكومة فيشي حتى نوفمبر/تشرين الثاني عام 1942.

### العمليات الأخيرة
قررت القيادة الفرنسية الحرة في يناير/كانون الثاني عام 1942 إرسال سوركوف إلى حرب المحيط الهادئ، بعد إعادة تذخيرها في رصيف السفن البحري الملكي في برمودا. أثارت حركتها جنوبًا شائعات بأن سوركوف ستحرر جزيرة مارتينيك من نظام فيشي.
اتجهت سوركوف في الحقيقة إلى سيدني في أستراليا عبر تاهيتي. غادرت هاليفاكس في 2 شباط/فبراير متجهة إلى برمودا، ثم غادرت برمودا في 12 فبراير/شباط متجهة إلى قناة بنما.

### نهايتها
اختفت سوركوف في ليلة 18-19 فبراير/شباط عام 1942 على بعد نحو 80 ميلًا (70 ميلًا بحريًا أو 130 كم) شمال كريستوبال خلال طريقها إلى تاهيتي عبر قناة بنما. استنتج تقرير أمريكي أنَّ الاختفاء كان بسبب تصادم عرضي مع سفينة الشحن الأمريكية طومسون ليكس التي أبحرت بمفردها من خليج غوانتانامو في ليلة حالكة الظلام، أبلغت سفينة الشحن عن اصطدام وغرق جسم مغمور جزئيًا.
سمعت نقاط المراقبة التابعة لسفينة الشحن أشخاصًا في الماء لكنها لم تقف، إذ ظنت أنها اصطدمت بقارب تحت مائي رغم أنَّ صرخات النجدة كانت تُسمع باللغة الإنجليزية. أرسلت إشارة إلى بنما تصف الحادث.